# Coleções Estatais de Antiguidades
As Coleções Estatais de Antigüidades (Staatliche Antikensammlungen) são um museu localizado em Munique, na Alemanha, e dedicado à preservação de um acervo de obras da Antiguidade clássica.
O prédio, em estilo neoclássico, foi construído na Königsplatz dentro do complexo Kunstareal, oposto ao edifício da Gliptoteca de Munique, cuja coleção é complementar. Foi encomendado pelo rei Ludwig I da Baviera, e inaugurado em 1848, sendo o arquiteto Georg Friedrich Ziebland. Entre 1869 e 1872 o prédio também foi a sede do Antiquário real, e a partir de 1912 abrigou também a Nova Galeria Estatal. Severamente danificado na II Guerra Mundial, o prédio foi restaurado e reorganizado a partir de 1960 para receber a coleção de antiguidades clássicas.

## As coleções
O acervo foi formado basicamente a partir da coleção de vasos áticos do rei Ludwig I, adquirida em 1831 pelo seu agente Martin von Wagner em escavações em Vulcos, na Itália, da coleção de antiguidades de Lucien Bonaparte, adquirida por Friedrich von Thiersch, e da coleção de Caroline Bonaparte, com ourivesaria antiga, bronzes etruscos e terracotas da Magna Grécia.
Depois da morte do rei o acervo foi fundido com a coleção de antiguidades de Wittelsbach, criada pelo duque Alberto V da Baviera, e posteriormente novas aquisições ampliaram a coleção, complementadas por doações significativas das quais foram importantes a de Paul Arndt (1908), James Loeb (1933) e Hans von Schoen (1964). Na II Guerra boa parte da coleção de vasos etruscos se perdeu no bombardeio do prédio da Nova Pinacoteca (Neue Pinakothek), onde estavam armazenados.
A coleção de vasos gregos, desde o período geométrico até o helenismo, é renomada internacionalmente, sendo comparada às maiores do gênero em todo o mundo, como a do Museu Britânico e a do Louvre, exibindo peças de ceramistas-pintores célebres como o Amásis, Exéquias, Arquicles, Glauquites, Andócides, Cleofão, Fíntias, Eufrônio, o Pintor de Berlim e vários outros. Existe também grande número de itens cicládicos e micênicos, e magníficas peças de joalheria, vidro e estatuária.

## Galeria de obras

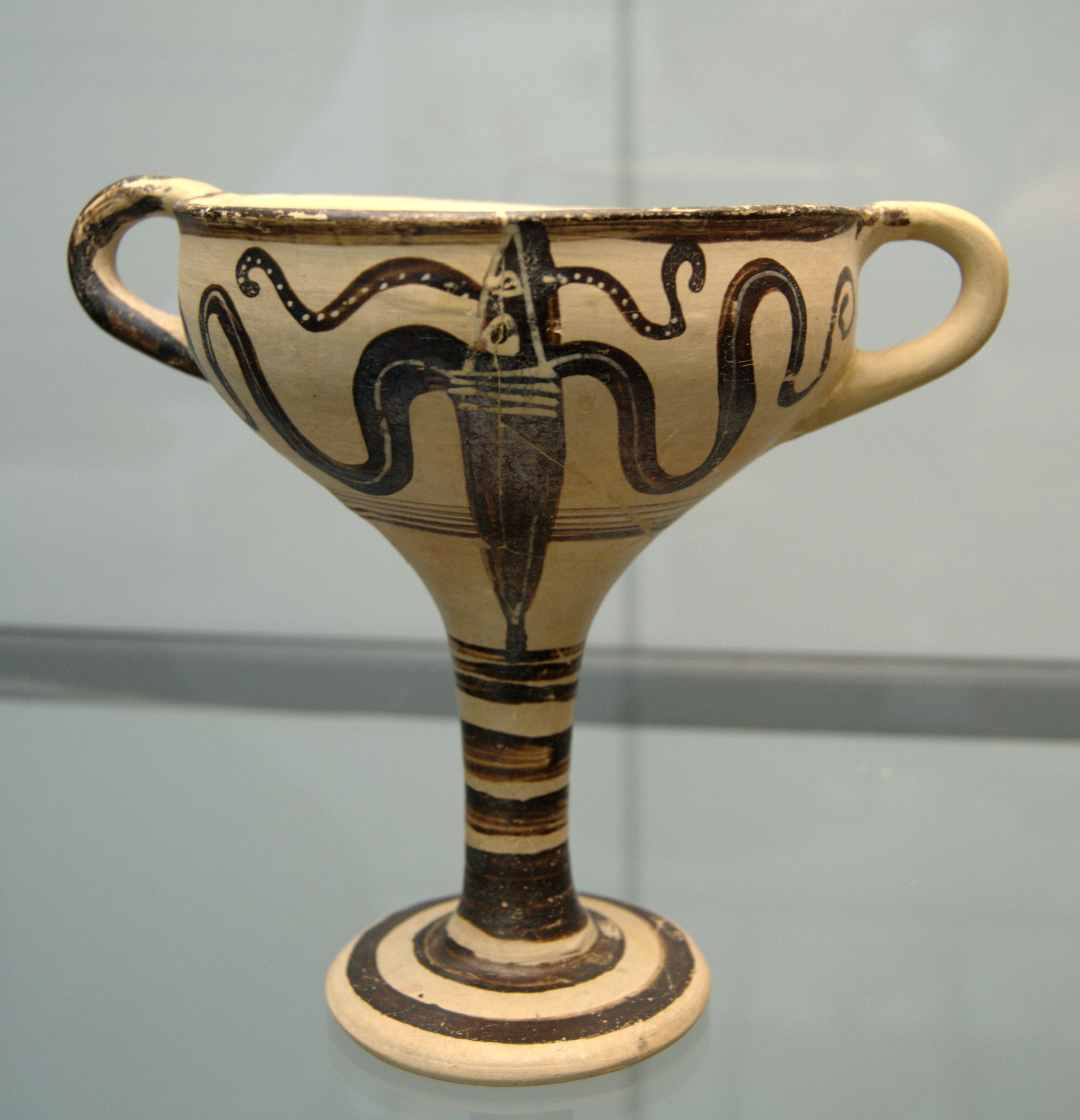
Vaso micênico, século XIV-XIII a.C.
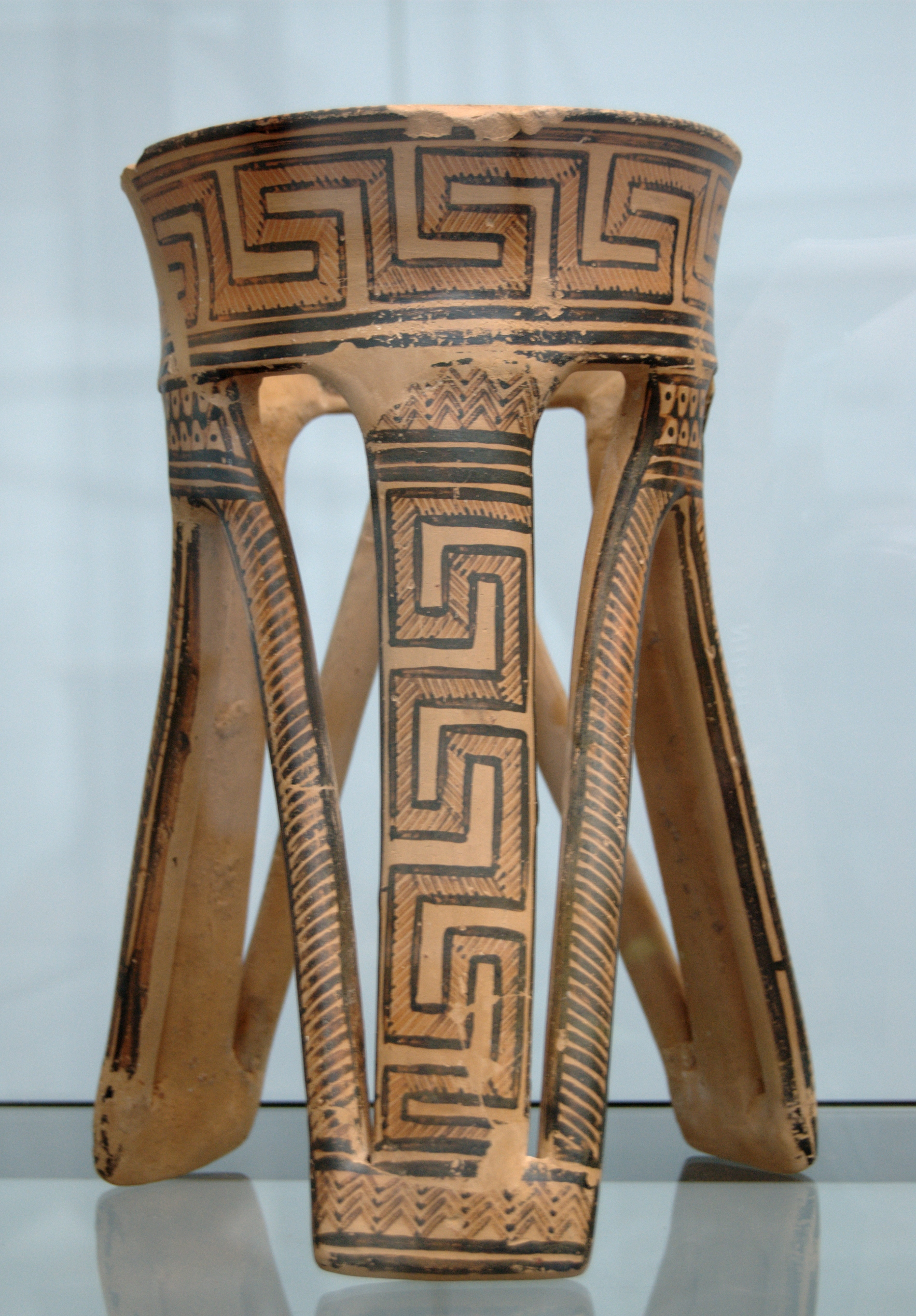
Trípode, período geométrico primitivo, século IX a.C.
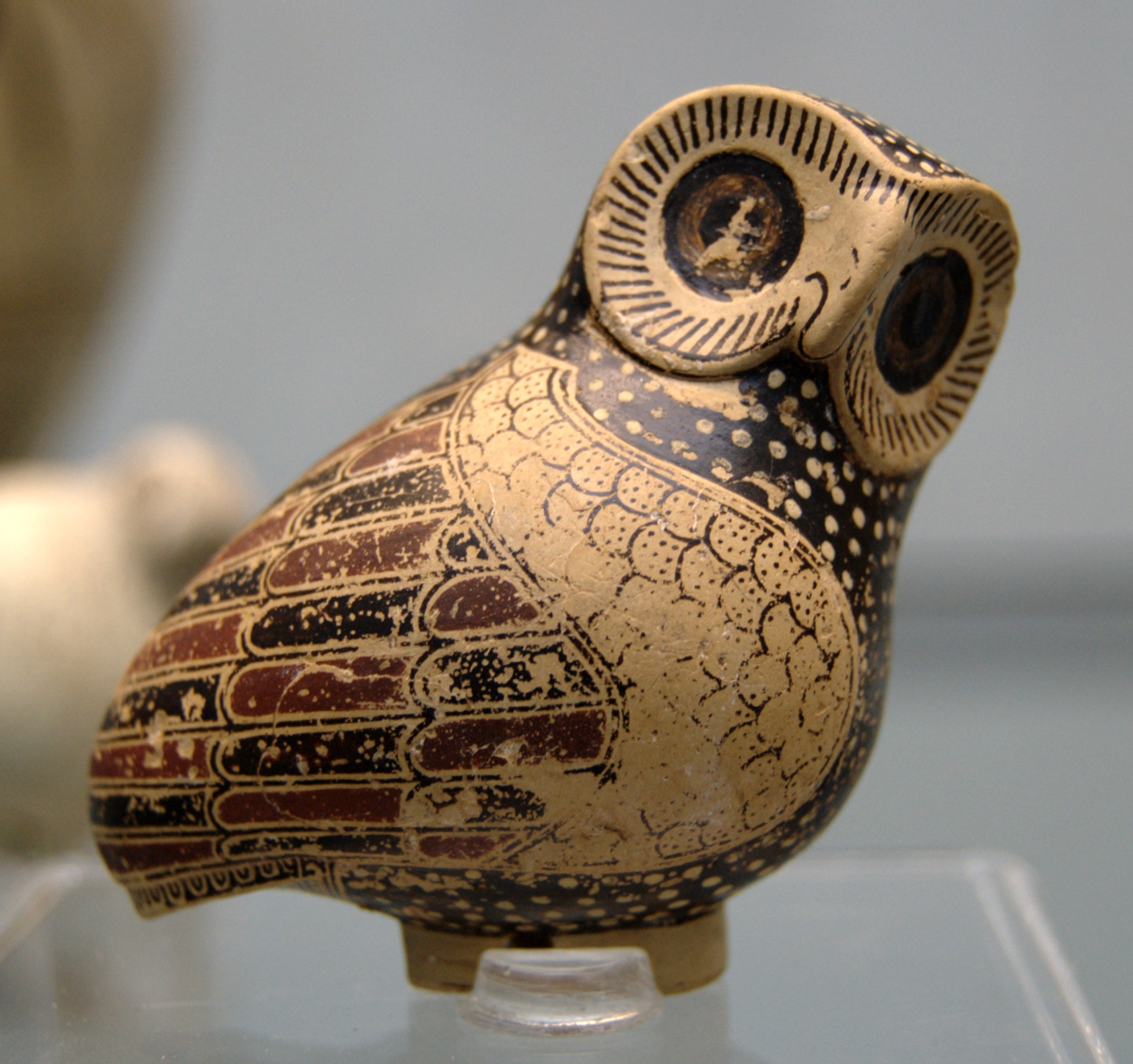
Aríbalo em forma de coruja, século VII a.C.
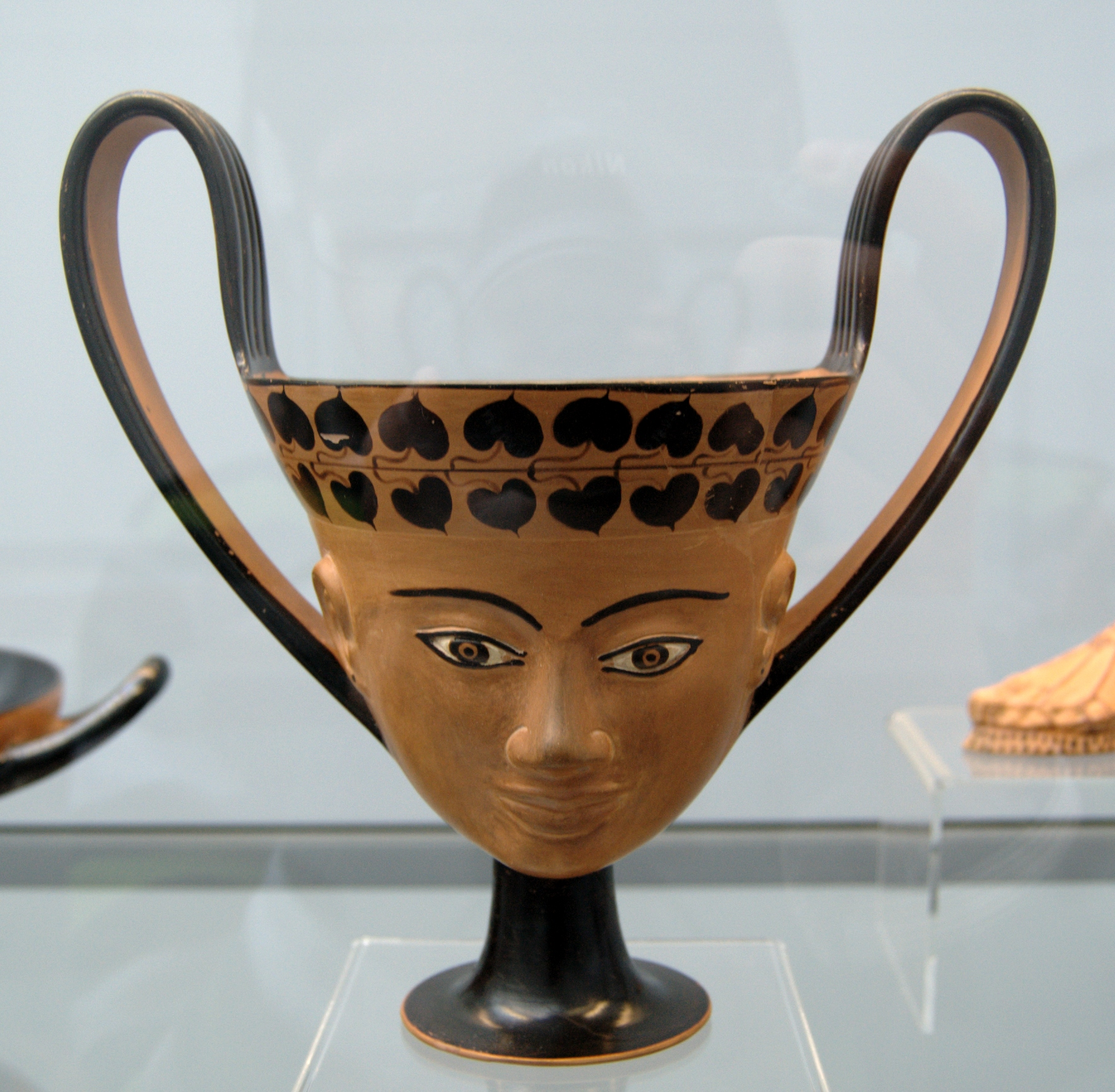
Cântaro da Jônia, século VI a.C.
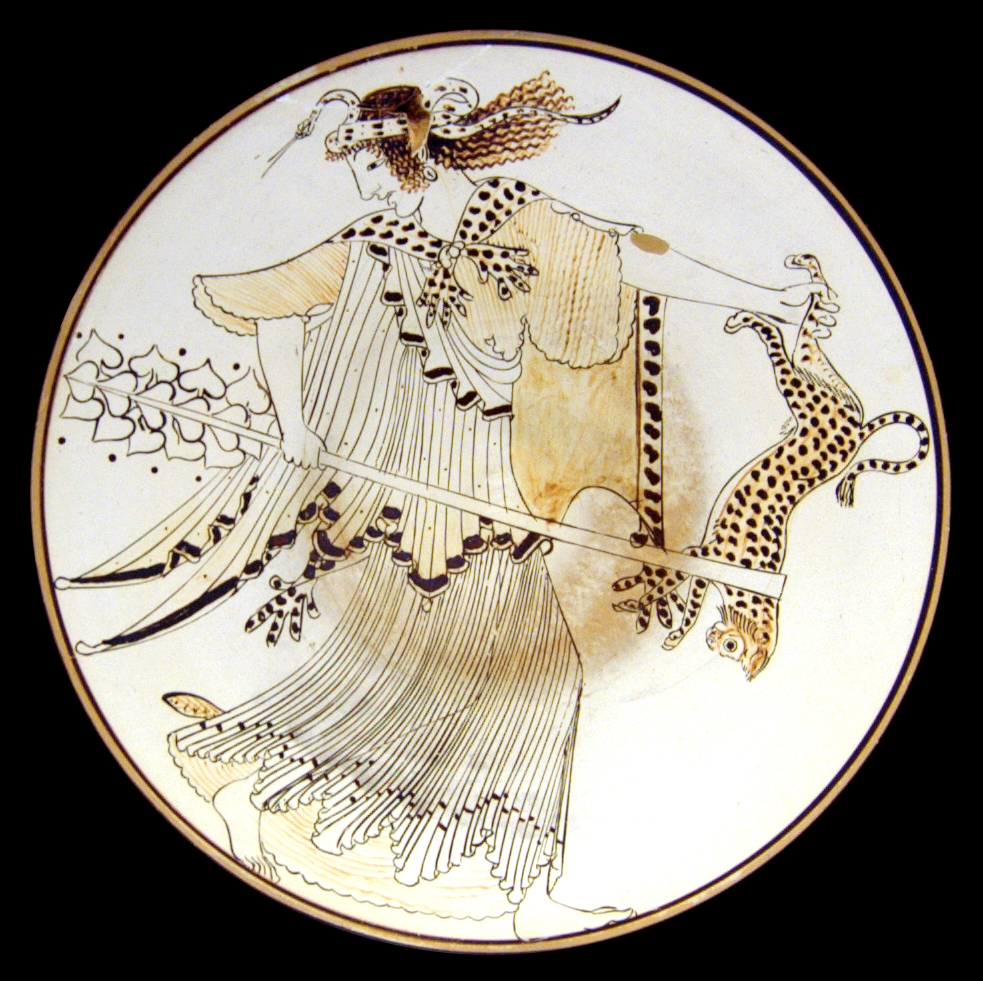
Brigos: cílice com imagem de uma mênade, Vulcos, século V a.C.
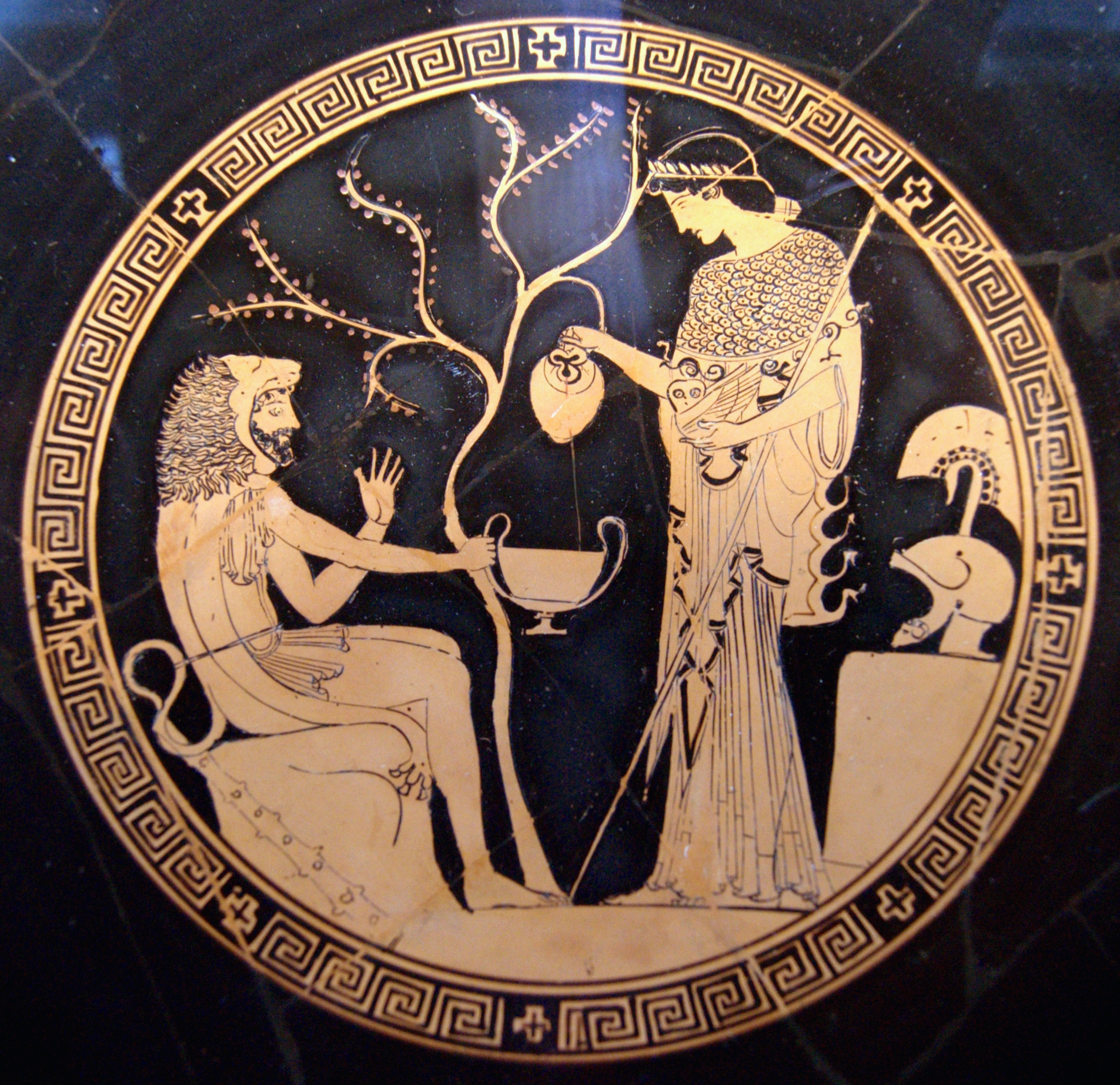
Pitão e Duris: Vaso com cena de Atena e Héracles, século V a.C.
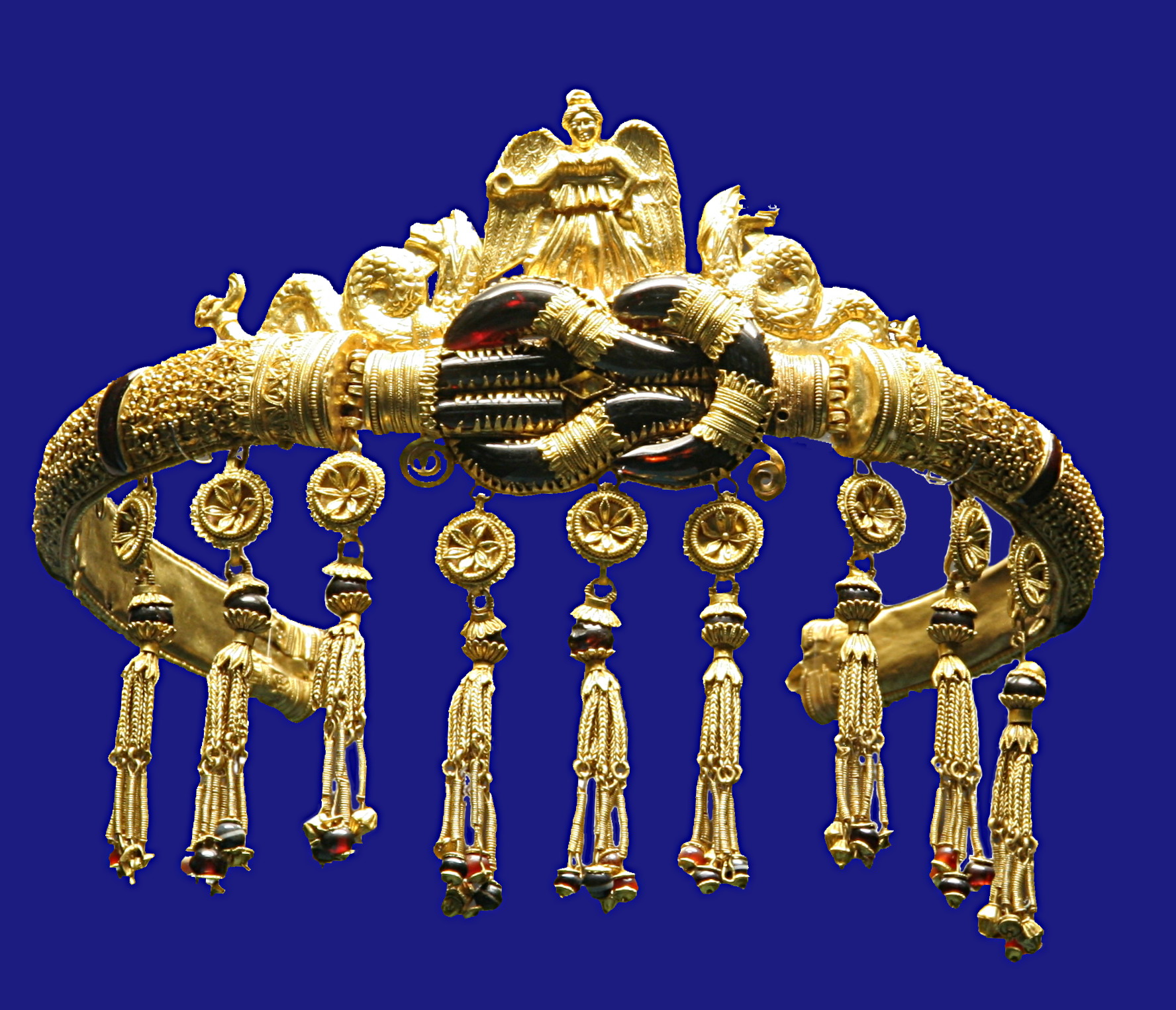
Bracelete de Pôntica, século IV a.C.
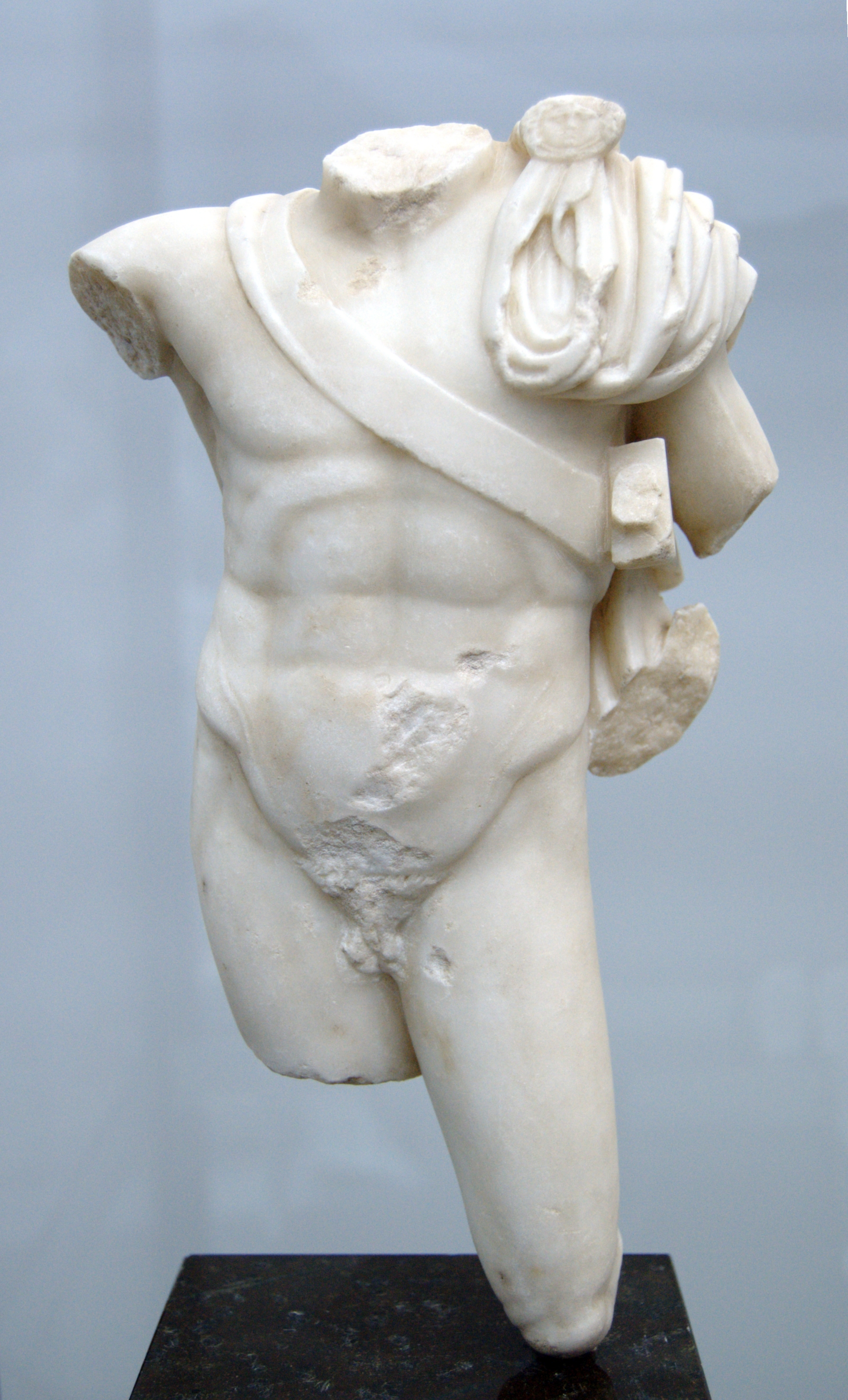
Cópia romana de Crésilas (?): Torso de Diomedes